# 摂津市立第一中学校
摂津市立第一中学校（せっつしりつ だいいち ちゅうがっこう）は、大阪府摂津市にある公立中学校。
当時の三島郡三島町にあった鳥飼・味舌・味生の3中学校を統合し、1960年に創立した。現在の摂津市域では最も早い時期に設置された中学校である。

## 沿革
現在の摂津市の市域は、1947年の学制改革当時は三島郡味舌村（ましたむら）・味生村（あじふむら）・鳥飼村の全域および三宅村の一部大字に分かれていた。
鳥飼村では1947年、村独自で鳥飼村立中学校を開校させた。鳥飼村立中学校は鳥飼村立小学校（現在の摂津市立鳥飼小学校）に併設されたが、1954年8月に独立校舎を新築し移転している。
味生村では1947年に味生村立中学校が名目上開校した。しかし独立中学校としての存立が困難として、淀川農工学校に学校実務を委託していた。淀川農工学校は学校運営が不可能になり、1948年3月に廃校している。次いで1948年4月より、当時味舌村正雀に仮校舎を構えていた吹田市立第三中学校に授業を委託したが、吹田三中は1952年に吹田市内に独立校舎を建てて移転した。このため村立中学校の独立校舎を建てることになり、1952年9月5日付で味生村立中学校を正式に開校させた。当初は味生村立小学校（現在の摂津市立味生小学校）内に併設していたが、1953年1月に独立校舎が竣工している。
味舌村（1950年4月1日町制施行で味舌町）の生徒は学校組合立養精中学校（現在の茨木市立養精中学校）へ通っていた。しかし味舌町の町制施行と同時に養精中学校から独立して町独自の中学校を設置することになり、1950年4月1日付で味舌町立中学校が開校した。
三宅村の生徒は学校組合立養精中学校へと通学していた。
1956年9月30日に鳥飼村・味舌町・味生村の合併で、三島郡三島町が発足した、これに伴い3中学校はいずれも三島町立となっている。また三宅村は1957年3月に茨木市に編入されたが、同年10月に旧三宅村の一部地域が茨木市から三島町に編入されている。
三島町立の3中学校はいずれも小規模校だった。「教科担任制をとる中学校ではそれぞれの専門教科の教員が必要で、そのためにはある程度の学校規模が必要」ということや、各校の校舎老朽化、ベビーブーム世代が中学校入学期を迎えることでの校舎対策などの要因が複合し、3中学校が統合することになった。そのため1960年に3校が統合し、三島町全域を校区とする三島町立三島中学校が開校した。また開校の際に、旧三宅村のうち三島町となった区域を養精中学校校区から編入している。
開校当初は旧3校をそれぞれ分教場として使用したが、翌1961年に現在地に校舎が竣工して移転した。1966年には摂津市の市制施行により摂津市立三島中学校と改称したが、1970年には摂津市立第二中学校が分離開校したことに伴って現在の校名・摂津市立第一中学校へ改称している。
さらに1976年には摂津市立第三中学校が分離開校している。

### 年表
- 1947年4月1日 - 前身校の一つ、鳥飼村立中学校が開校。
- 1950年4月1日 - 前身校の一つ、味舌町立中学校が開校。
- 1952年9月5日 - 前身校の一つ、味生村立中学校が開校。
- 1956年9月30日 - 鳥飼村・味舌町・味生村の合併で、三島郡三島町が発足。

鳥飼村立中学校は三島町立鳥飼中学校へ、味舌町立中学校は三島町立味舌中学校へ、味生村立中学校は三島町立味生中学校へ、それぞれ改称。
- 1960年4月1日 - 鳥飼・味舌・味生の3校統合、三島町立三島中学校として開校。当初は旧学校をそれぞれ分教場として使用。
- 1960年4月12日 - 味舌分教場で火災に遭い、校舎を焼失。
- 1961年6月19日 - 三島町大字味舌下1055番地（現在地・当時の住所表示）に新校舎完成、統合移転。
- 1962年8月10日 - プール完成。
- 1962年9月30日 - 校歌制定（作家・国語教育研究者の石森延男が作詞）。
- 1963年6月17日 - 体育館完成。
- 1966年11月1日 - 摂津市の市制施行に伴い、摂津市立三島中学校に改称。
- 1967年7月 - 「昭和42年7月豪雨」により校舎浸水被害。
- 1970年4月1日 - 生徒数増加により摂津市立第二中学校を分離。同時に摂津市立第一中学校に改称。
- 1976年4月1日 - 生徒数増加により摂津市立第三中学校を分離。
- 1989年3月 - 文部省から武道教育研究校に指定される。
- 1996年- 大阪府社会福祉協議会より「ボランティア活動協力校」に指定される（1998年度まで）。

## 通学区域
- 摂津市立摂津小学校と摂津市立味舌小学校の通学区域。(2008年度入学生までは旧味舌小、旧味舌東小、摂津小が通学範囲だった。旧味舌小、旧味舌東小は2008年度に統合、味舌小学校となる)

## 出身者
- 今野翔太 - プロバスケットボール選手（大阪エヴェッサ所属）
- すっちー - お笑い芸人（吉本新喜劇）
- コレサワ - シンガーソングライター

## 交通
- 大阪モノレール 摂津駅 北西へ約1.1km。
- 阪急京都線 摂津市駅 南へ約400m。
- 東海道本線（JR京都線） 千里丘駅 南へ約1.3km。
- 阪急バス・摂津市内循環バス 摂津警察署前バス停下車、西へ300m。